# Лютків
Лютків — колишнє (до 1989 року) сполонізоване село в Мостиському районі Львівської області.

## Історія
У 1880 році село належало до Мостиського повіту Королівства Галичини та Володимирії Австро-Угорської імперії, у селі було 166 жителів, а на землях фільварку— 7 мешканців, з них 36 греко-католиків, решта — римо-католики. Місцеві греко-католики належали до парафії Боляновичі Мостиського деканату Перемишльської єпархії.
На 1 січня 1939 року в селі мешкало 155 осіб, з них 30 українців, 120 поляків і 5 євреїв. Село входило до ґміни Гуссакув Мостиського повіту Львівського воєводства Польської республіки. Після анексії СРСР Західної України в 1939 році село включене до Мостиського району Львівської області.
19 вересня 1989 року село було приєднано до села Тамановичі та підпорядковане Мишлятицькій сільській раді.